# Fabio Aru
Fabio Aru (San Gavino Monreale, Sardenha, 3 de julho de 1990) é um ciclista italiano que foi profissional entre 2013 e setembro de 2021, retirando depois da celebração da Volta a Espanha desse ano.
Foi o vencedor da Volta a Espanha de 2015 e finalizou segundo no Giro de Itália do mesmo ano.

## Biografia

### Inícios (2009-2012)
Em categoria sub-23 de 2009 a 2012 correu para a equipa Palazzago, dirigido por Olivano Locatelli. Em 2011, acabou segundo da Toscana-Terra di ciclismo-Coppa delle Nazioni da que foi líder até última etapa na que perdeu a camisola ao acabar com o mesmo tempo que o vencedor com o geral final mas com piores posições na soma das etapas. Alguns meses mais tarde ganhou o Giro do Vale de Aosta graças a sua vitória na contrarrelógio.
Em 2012, ganhou a Toscana-Terra di ciclismo-Coppa delle Nazioni, acabou segundo no Girobio e ganhou por segunda vez o Giro do Vale de Aosta. Estas atuações atraíram o interesse de várias equipas, entre eles três eram do UCI World Tour. Ao final ficou como estagiário da equipa Astana a partir de 1 de agosto de 2012, assinando como profissional para o que ficava de ano e face ao 2013. Estreia na equipa no USA Pro Cycling Challenge onde teve uma destacada atuação na 6.ª etapa, onde finalizou segundo.

### Revelação nas Grandes Voltas (2013-2014)
No ano 2013 começa a demonstrar como uma grande promessa no ciclismo internacional sendo o gregário de luxo para a vitória de seu colega Vincenzo Nibali no Giro d'Italia.
Mas sua explosão como ciclista da vuelta não viria até à temporada de 2014, onde partiu como gregário de Michele Scarponi no Giro, mas Scarponi não teve uma boa corrida e Aru, melhor localizado na geral passou a ser o líder da equipa e finalizou na terceira posição, só superado pelos colombianos Nairo Quintana e Rigoberto Urán, além de se levar uma etapa de alta montanha terminada em Montecampione. Chegaria sem pressão à Volta a Espanha, em onde de novo demonstraria seus dotes escaladores ao ganhar em San Miguel de Aralar e Monte Castrove, finalmente terminaria em quinta posição, superado pelo grandes favoritos como Contador, Froome, Valverde e Joaquim Rodríguez. Também teria uma boa atuação ao final da temporada no clássica Giro de Lombardia, já que conseguiu entrar em nono lugar.

### 2015: Confirmação no Giro e vitória na Volta
Com seu colega Nibali centrado no Tour de France, Aru foi confirmado como o chefe de fileiras para o Giro d'Italia de 2015. Prévio à corsa rosa, participou da Paris-Nice acabando 39.º e a Volta à Catalunha onde finalizou 6.º. Depois de uma concentração de 3 semanas no Teide, vinte dias antes do Giro devia participar do Giro do Trentino mas a último momento a equipa decidiu que não o fizesse devido a um vírus estomacal que lhe afetou e do qual não estava recuperado. Poucos dias depois, o ciclista neozalandês Greg Henderson da equipa Lotto Soudal, jogou dúvidas sobre a situação publicando em sua conta de Twitter : Triste de ver a Fabio Aru "doente". Colega estou seguro que a próxima vez regressarás a nosso desporto "são". Limpo! Ou não regresses!, em relação com supostos valores anómalos no passaporte biológico. O seu comentário provocou reações e críticas ante sua atitude de acusar sem provas o que levou a que apagasse o comentário e publicasse outro onde expressava: Quando estás doente, estás doente. Chegar a conclusões não ajuda a ninguém. Erro meu. Deveria fechar a boca. Sinceras desculpas. As desculpas não serviram para acalmar as águas e Aru decidiu apresentar uma demanda judicial contra Henderson por difamação.
No Giro d'Italia, Aru partiu como aspirante a chegar ao pódio, ainda que teria rivais que no prévio tinham mais favoritismo a se levar a corrida como Alberto Contador, Richie Porte ou Rigoberto Urán. Começou sem perder demasiado tempo no contrarrelógio por equipas e depois da primeira chegada em alto, na 5.ª etapa onde finalizou terceiro, o italiano se localizou segundo na geral, 2 segundos por trás do líder Contador. Com Porte e Uran já fora da luta, uma queda e atraso do espanhol na 13.ª etapa, fez que Aru passasse a comandar a classificação por 19 segundos se vestindo pela primeira vez de rosa, ainda que ao dia seguinte perdeu 3 minutos na contrarrelógio individual, prova que não é sua especialidade. De todas formas, manteve o 2.º lugar ainda que distanciado quase 2 minutos e meio com respeito a Contador. Nos dias seguintes foram de crises e apesar da ajuda de seu colega Mikel Landa, cedeu terreno ante Contador nas rampas do Mortirolo (16.ª etapa) e no Monte Ologno (18.ª) ficando a mais de 6 minutos e caindo ao terceiro lugar da classificação, sendo superado pelo próprio Landa. Com a corrida quase sentenciada a favor de Contador, as últimas duas jornadas de montanha Aru recuperou sua forma e ganhou as etapas em Cervinia e Sestriere, (com o visto bom de Landa que não defendeu seu posto) e conseguindo o segundo lugar do pódio da corrida depois do final em Milão.

#### A primeira Grande Volta
Depois de um Giro incrível, Aru confirmou que participaria em 70.ª edição da Volta a Espanha. Junto a ele, lhe acompanharam Vincenzo Nibali e Mikel Landa, como principais corredores, pese a que Nibali era o hipotético líder de filas. Mas de repente a Volta deu um giro tremendo para a equipa Astana, já que seu chefe de filas, Vincenzo Nibali era expulso da Volta, por rebocar-se no carro da equipa para chegar ao pelotão, já que anteriormente, Nibali tinha-se visto envolvido numa queda múltipla. Após este facto, Aru passava a ser o chefe de fileiras do Astana.

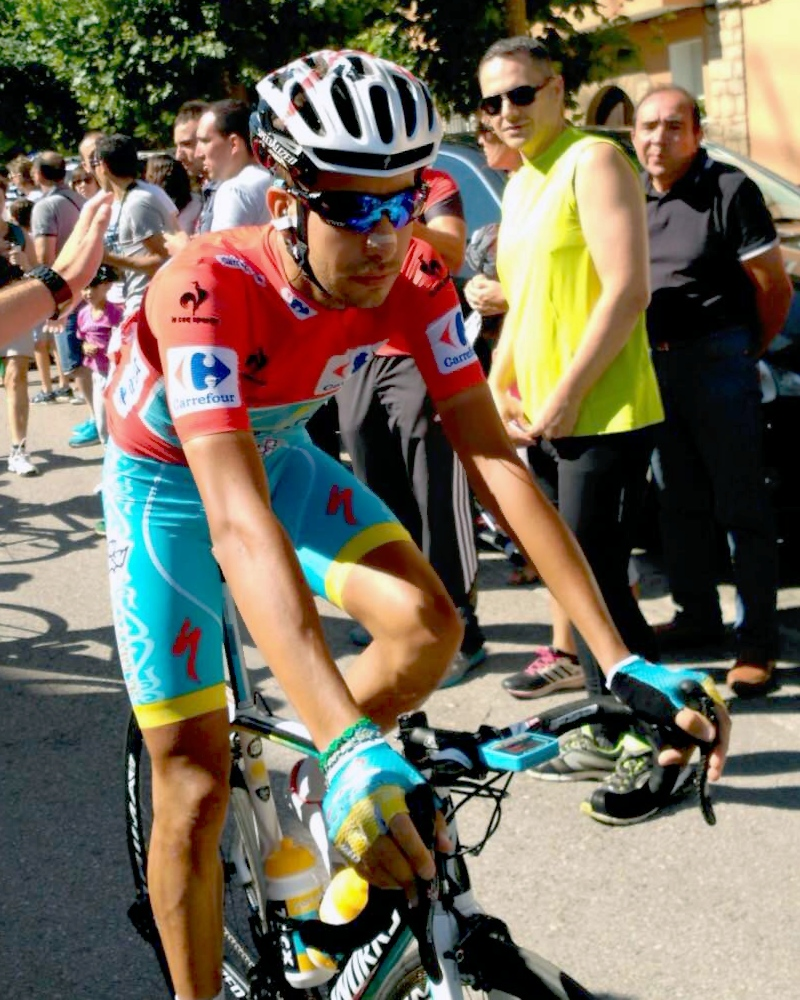
Fabio Aru na Volta a Espanha

Depois de uma semana atribulada para o Astana e para Aru, os ciclistas chegaram aos Pirenéus, onde disputaram a 11.ª etapa conceituada como a mais dura da história da Volta a Espanha. Numa jornada muito dura para todos, ciclistas como Alejandro Valverde ou Nairo Quintana sucumbiram ante o poderio de Aru que se encaminhou a conseguir a camisola vermelha de líder pela primeira vez na sua vida. Enquanto, seu grande parceiro Mikel Landa triunfou ganhando a etapa, graças a uma escapada boa e fiável. Uma jornada perfeita para o Astana, que viu como Aru e Landa conseguiam grandes resultados. Após uma jornada tão dura, os ciclistas partiram rumo aos Picos da Europa e ao chamado Tríptico Asturiano-Cántabro.
Depois de aguentar 5 dias de líder, Aru não pôde com os ataques ferozes de Purito Rodríguez na 16.ª etapa, com final em alto na Ermita do Alba, onde perdeu a camisola vermelha de líder, em prol de Purito. Após 3 etapas muito duras, chegou a contrarrelógio individual de Burgos onde se esperava que Tom Dumoulin ganhasse a etapa e sacasse muito tempo aos escaladores, já que a luta contra o crono era a sua especialidade, em frente a outros como o próprio Aru, Purito Rodríguez e Rafał Majka, que estavam nas posições dianteiras. Numa contrarrelógio excelente de Aru, este sozinho perdeu 1 minuto e 26 segundos, com o que se colocava a 3 segundos de Dumoulin, a falta de sua especialidade: a montanha.
Após duas etapas realmente duras para Aru, onde não pôde recuperar tempo a Dumoulin, este último chegou com 6 segundos de vantagem sobre Aru, que punha todas suas esperanças na penúltima etapa da Volta e a última de montanha, com começo em San Lorenzo de El Escorial e final em Cercedilla. Depois de média etapa realmente dura, Astana e Aru conseguiram o imaginável; Tom Dumoulin entrou em crise e se descolou do grupo dos melhores, enquanto o Astana impôs um forte ritmo com seus corredores, até que apenas Landa pôde se combinar com Aru. Ademais, Aru teve que estar atento a Majka e Quintana que se partiram sozinhos, e puderam pôr em perigo a vitória final na Volta. Após um esforço incrível de Landa, este se descolou e Aru ficou só. Ele e Purito Rodríguez mantiveram as diferenças com Majka e Quintana e também com Dumoulin, que já perdeu 3 minutos com Aru e Rodríguez. Após muito sofrimento, Aru chegou a linha de meta, esgotado, emocionado, contente por conseguir ganhar a sua primeira grande volta, abraçando os seus colegas, chorando de emoção. Com 1 minuto e 17 segundos superava a Purito Rodríguez e por 1 minuto e 29 segundos a Rafał Majka.

### 2016: Estreia no Tour e nos Jogos Olímpicos
Em fevereiro corre a Volta à Comunidade Valenciana, concluindo sexto e na Volta ao Algarve, terminando nono. De 4 a 9 de abril corre a Volta ao País Basco, mas abandona na quinta etapa. Em 17 de abril participa na Amstel Gold Race, abandonando queixando-se de uma dor nas costas. No mês de junho participa no Critério do Dauphiné, impondo-se na terceira etapa, no entanto termina bastante distanciado dos melhores na classificação geral. A estreia de Aru no Tour começa com bom pé, mas torce-se na última etapa de montanha em Morzine, onde perde 17 minutos. Termina finalmente na décimo terceira praça da classificação geral.
Toma a saída nos Jogos Olímpicos, na corrida de estrada a 6 de agosto, consistente em 241 quilómetros num circuito ao Forte de Copacabana, terminando sexto. É convocado por Davide Cassani para o Campeonato Europeu de Ciclismo em Estrada, conclui em vigésima-terceira posição. Termina quarto no Giro de Emília. Em 28 de setembro termina sexto na Milano-Torino. No Giro de Lombardia vê-se distanciado do grupo do vencedor, Esteban Chaves, e termina no décimo-primeiro posto.

### 2017: Campeão Italiano
Começa sua temporada no Tour de Omã, destacando na etapa de Montanha em Green Mountain. Corre o Tour de Abu Dhabi, terminando sétimo na geral. Participa na Strade Bianche, concluindo o 32.º. Põe o ponto de olho na Tirreno-Adriático como preparação para o objetivo do sardo em 2017, o Giro d'Italia. Sofre de sobremaneira na nevada etapa do Terminillo, perdendo 4 mais de 4 minutos com o vencedor Nairo Quintana. Na etapa seguinte abandona aleijado de uma bronquite e uma grave febre. Esta doença impede-lhe participar no Giro d'Italia e centra seus esforços no Tour de France.

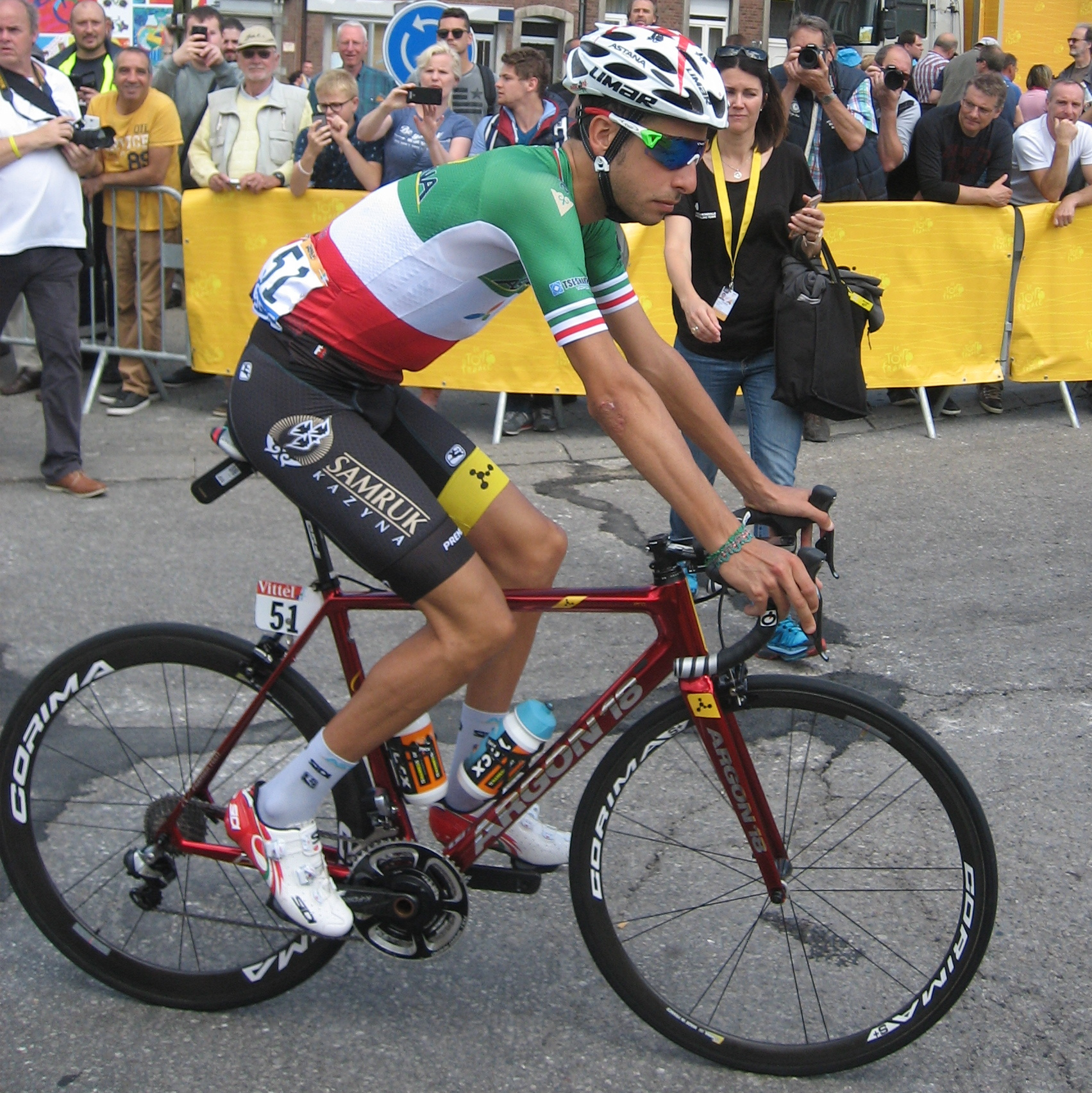
Fabio Aru na saída da terceira etapa do Tour de France, em Verviers

Regressa à competição no Critério do Dauphiné, onde tem um grande protagonismo, atacando no Mont du Chat na sexta etapa e lutando a classificação geral até última etapa, que concluía em Alpe D'huez. Finalmente termina em quinto lugar da classificação geral. Antes do Tour vontade o campeonato nacional Italiano de ciclismo em estrada. Toma a saída no Tour de France, em Düsseldorf, e nas primeiras etapas consegue minimizar as perdas na geral. Na quinta etapa, no final em alto de passar Passe des Belles Filles, ataca a 2,4 quilómetros de meta conseguindo a vitória de etapa, colocando-se em terceiro lugar da geral a 14 segundos do líder, Chris Froome. Na nona etapa ataca no Mont du Chat, distanciando inicialmente a Froome que tinha ganho, mas posteriormente o ciclista britânico lhe devolve o duro ataque. Chega no grupo de cabeça, terminando quinto no sprint do grupo. Na décima-segunda apanha o maillot amarelo depois da crise do líder Froome no final em colina de Peyragudes. Mantém a camisola de líder até à décima-quarta, onde sofre uma crise no quilómetro final em Rodez. Cede tempo em Col du Galibier na décima-sétima etapa, no Col d'Izoard na décima-oitava etapa e na contrarrelógio individual de Marselha na vigésima etapa, concluindo em quinto lugar da geral.
Participa na Volta a Espanha, compartilhando a capitania da equipa com Miguel Ángel López. Começa a rodada espanhola demonstrando um bom rendimento, chegando com o grupo dos favoritos em Andorra-a-Velha, na terceira etapa. Cede tempo na quinta etapa, com final em Alcocéber, na nona com final na Cimeira do Sol, na décima-primeira com final no Observatório Astronómico de Calar Alto, em décima-quarta etapa na Serra da Pandera e na décima-quinta a liderança passa a ombros de Miguel Ángel López. Na décima-oitava etapa ataca desde longe na Collada de la Fouce para recuperar tempo e optar à vitória de etapa, mas não consegue nenhuma das duas e na vigésima etapa com final no Angliru, cede 15 minutos com o vencedor da etapa, Alberto Contador. Finalmente conclui a grande Volta espanhola em décimo terceiro lugar a mais de 21 minutos do vencedor, Chris Froome.
Para finalizar a temporada compete nas clássicas italianas de final de temporada, concluindo décima-primeira no Giro do Emilia, oitavo na Três Vales Varesinos, terceiro na Milano-Torino e sétimo no Giro de Lombardia.

### 2018: Contrato pelo UAE-Team Emirates
Depois de 6 temporadas no conjunto Astana, em 2018 põe rumo fazia a equipa emirati UAE-Team Emirates, sucessor da tradicional equipa italiana, Lampre. Estreia no Abu Dhabi Tour, sem destacar em excesso e terminando no décimo terceiro lugar na geral. Prossegue sua temporada na Tirreno-Adriático, sendo protagonista na quarta etapa com um ataque no último quilómetro, que lhe vale para concluir quarto no final em alto de Sarnano Sassotetto. Termina no décimo-segundo posto na geral. Participa na Volta à Catalunha mas abandona na quinta etapa, depois de sofrer as consequências de uma queda na primeira etapa. Ultima sua preparação face ao Giro d'Itália no Tour of the Alps, dando certas mostras de fraqueza na subida ao Passo Palade na terceira etapa, mas isenta-se na jornada seguinte com um longínquo ataque na subida ao porto de Bannberg. Conclui sexto na geral.
Participa no Giro d'Itália, com a capitania da equipa totalmente em seus ombros. Na primeira etapa, uma contrarrelógio individual pelas ruas de Jerusalém, cede 50 segundos com o vencedor, Tom Dumoulin. Chega com o grupo dos melhores na sexta etapa, na subida ao vulcão do Etna. Na décima etapa no entanto, cede mais de dois minutos com respeito ao líder da geral, Simon Yates, despedindo de suas opções de ganhar a geral da corrida. Durante o resto da corrida seu rendimento cai em pico e abandona na décima-nona etapa quando se encontrava a mais de 45 minutos do líder da geral.
Volta à competição dois meses depois no Tour de Valônia, realizando um bom papel na segunda etapa com final em Namur. Corre o Volta à Polónia como preparação para a Volta a Espanha, concluindo em décimo lugar. Na grande volta espanhola parte como líder absoluto da equipa. Nas primeiras etapas mantém o tipo, sem ceder muito tempo com respeito aos grandes favoritos. Mas na décima-quinta etapa com final nos Lagos de Covadonga cede mais de 5 minutos com o vencedor da etapa, Thibaut Pinot. A partir desse momento despede-se de suas opções na classificação geral, terminando a mais de uma hora do vencedor, Simon Yates.
Termina a temporada sem excessivo brilho nas clássicas italianas de final de temporada, onde conclui em 54.º posto no Memorial Marco Pantani, em nono posto na Milano-Torino e também em 54.º posto no Giro de Lombardia. Finalmente compete no Tour de Guangxi, com um décimo-quinto posto na geral.

### 2019: Problemas com o joelho
Estreia nas corridas maiorquinas de princípio de temporada, termina oitavo no Troféu Ses Salines, Campos Ferreres, Felanitx e décimo-quinto no Troféu Tramuntana: Sóller-Deyá. Corre a Volta ao Algarve, sem destacar em excesso. Toma a saída na Paris-Nice, abandonando na terceira etapa, quando se encontrava a mais de 18 minutos do líder da geral, Dylan Groenewegen. Em abril opera-se da artéria ilíaca da perna esquerda, razão que se achava que causou sua baixa de rendimento.
Volta à competição no Grande Prêmio Città di Lugano. Disputa o Tour da Suíça para preparar o Tour de France. Na corrida francesa não encontra as pernas que tivesse gostado e termina em décima-quarto de lugar na geral. Também disputa a Volta a Espanha, abandonando a corrida na décimo terceira etapa.

### 2020: Abandono no Tour
Estreia no Tour da Colômbia 2.1, onde finaliza no décima-segundo posto.
A pandemia de COVID-19 detém sua temporada até setembro. Retoma a competição na Volta a Burgos, estando diante na ascensão ao Picón Blanco mas sofrendo na ascensão ao Lagoas de Neila. Corre o Mont Ventoux Dénivelé Challenge, concluindo em quinto lugar. Finaliza no 21.º posto no Grande Piemonte e abandona no Giro de Lombardia. Participa no Tour de France, abandonando a nona etapa. É duramente criticado por seu diretor de equipa, Giuseppe Saronni, pela sua actuação na Grande Boucle, "Aru não tem carácter, teria que avaliar quem decidiu o levar ao Tour", foram as palavras do exciclista italiano.

## Palmarés
| - 2011 - Giro do Vale de Aosta, mais 1 etapa - 2012 - Toscana-Terra di ciclismo-Coppa delle Nazioni - Giro do Vale de Aosta, mais 1 etapa - 2014 - 3.º no Giro d'Italia, mais 1 etapa - 2 etapas da Volta a Espanha - 2015 - 2.º no Giro d'Italia, mais 2 etapas e classificação dos jovens - Volta a Espanha | - 2016 - 1 etapa do Critério do Dauphiné - 2017 - Campeonato da Itália em Estrada - 1 etapa do Tour de France |

## Resultados em Grandes Voltas e Campeonatos do Mundo
| Corrida            | Corrida            | 2012 | 2013 | 2014 | 2015 | 2016 | 2017 | 2018 | 2019 | 2020 | 2021 |
| ------------------ | ------------------ | ---- | ---- | ---- | ---- | ---- | ---- | ---- | ---- | ---- | ---- |
|                    | Giro d'Italia      | —    | 42.º | 3.º  | 2.º  | —    | —    | Ab.  | —    | —    | —    |
|                    | Tour de France     | —    | —    | —    | —    | 13.º | 5.º  | —    | 14.º | Ab.  | —    |
|                    | Volta a Espanha    | —    | —    | 5.º  | 1.º  | —    | 13.º | 23.º | Ab.  | —    | 51.º |
| Mundial em Estrada | Mundial em Estrada | —    | —    | 34.º | —    | —    | —    | —    | —    | —    | —    |

—: não participa

Ab.: abandono

## Equipas
- Astana (2012[17] -2017)
- UAE Team Emirates (2018-2020)
- Qhubeka[18] (2021)[19]
  - Team Qhubeka ASSOS (01.2021-06.2021)
  - Team Qhubeka NextHash (06.2021-09-2021)